# Voïvodie de Sandomir
 (février 2025).
Si vous disposez d'ouvrages ou d'articles de référence ou si vous connaissez des sites web de qualité traitant du thème abordé ici, merci de compléter l'article en donnant les références utiles à sa vérifiabilité et en les liant à la section « Notes et références ».
XIVe siècle – 1795
Entités précédentes :
- Royaume de Pologne

Entités suivantes :
- Monarchie de Habsbourg (Royaume de Galicie et de Lodomérie et Nouvelle Galicie)

La Voïvodie de Sandomir,  ou de Sandomierz (en polonais : Województwo Sandomierskie, en latin : Palatinatus Sandomirensis) était une unité administrative et de gouvernement local ayant existé en Pologne du XIVe siècle jusqu'aux partages de la Pologne en 1772-1795. Elle faisait partie de la région de Petite-Pologne et de la province de Petite-Pologne. À l'origine, la voïvodie de Sandomir couvrait également la région de Lublin ; mais, en 1474, ses trois comtés les plus orientaux furent réorganisés en voïvodie de Lublin. Au XVIe siècle, la voïvodie de Sandomir comptait 374 paroisses, 100 bourgs et 2586 villages.
La voïvodie de Sandomir était basée sur la ziemia de Sandomir, auparavant le duché de Sandomierz. Le duché de Sandomierz fut créé en 1138 par le roi Boleslas III Bouche-Torse, qui dans son testament divisa la Pologne en cinq principautés — celle ayant Sandomir pour capitale fut attribuée à son fils, Henri de Sandomierz.
Une voïvodie de Sandomir fut également l'une des divisions administratives de la Pologne du Congrès. Créé en 1816 à partir du département de Radom, elle fut transformée en 1837 en gouvernement de Sandomir.

## Histoire

### Frontières
La voïvodie de Sandomir, dans sa forme originale, était l'une des plus grandes provinces du Royaume de Pologne. Après la création de la voïvodie de Lublin à partir de ses territoires de l'est, la province s'étendait de Białobrzegi au nord, jusqu'à la zone au nord de Krosno au sud (la ville de Krosno elle-même appartenait à la Ruthénie rouge). Elle comprenait entre autres les localités de Dębica, Dęblin, Iłża, Kielce, Kolbuszowa, Końskie, Kozienice, Lipsko, Mielec, Nisko, Opoczno, Ostrowiec Świętokrzyski, Pińczów, Pionki, Radom, Ropczyce, Ryki Stalowa, Wola, Starachowice, Staszów, Szydłowiec, Tarnów, Tarnobrzeg et Wloszczowa. Le territoire de la voïvodie est demeuré inchangé de 1474 jusqu'au premier partage de la Pologne (1772), lorsque la les Habsbourg annexent la région située au sud de la Vistule, avec les villes de Dębica, Kolbuszowa, Mielec, Nisko et Tarnów.
Zygmunt Gloger, dans sa monumentale Géographie historique des terres de l'ancienne Pologne, donne une description détaillée de la voïvodie de Sandomir :

Le duc Boleslas III Bouche-Torse, avant sa mort en 1138, divisa la Pologne entre ses quatre fils, donnant à Henri le pays de Sandomir ainsi que le pays de Lublin. Le duché de Sandomir fut ainsi créé (...)
Sous le règne de Wladyslaw Lokietek, le duché fut transformé en une grande voïvodie. En 1471, le pays de Lublin en fut séparé (...) La superficie de la voïvodie de Sandomierz était de 467 miles carrés, avec 374 paroisses catholiques romaines, 100 villes et 2 586 villages. En 1397, la rive gauche de la province fut divisée en trois comtés : Sandomir, Radom et Chęciny. Au début du XVIe siècle, la voïvodie comptait 9 comtés : Sandomir, Wiślica, Checiny, Opoczno, Radom, Szydłów, Stezyca, Pilzno et Tarnów. À la fin du XVIe siècle, le comté de Tarnów fut annexé par le comté de Pilzno, tandis que le comté de Szydłów fut divisé entre Wislica et Sandomir (...)
La voïvodie de Sandomir comptait neuf sénateurs : le voïvode et le châtelain de Sandomir, ainsi que les châtelains de Wislica, Radom, Zawichost, Żarnów, Małogoszcz, Połaniec et Czchów. La voïvodie comptait plusieurs starostes, qui résidaient dans des villes telles que Sandomir, Radom, Checiny, Opoczno, Nowy Korczyn, Stezyca, Wislica, Pilzno, Stopnica, Solec nad Wisłą, Zawichost, Szydlow, Przedbórz, Ropczyce, Ryczywol, Radoszyce, Ryki, Zwoleń, Gołąb, et autres. Des sejmik locaux ont eu lieu à Opatów, au cours desquelles sept députés à la Diète ont été élus, ainsi que deux députés au Tribunal de Petite-Pologne à Lublin (...)
Le sol dans la partie nord de la voïvodie était sablonneux, tandis que dans le centre et le sud, il était très riche. Dans la région d'Opatów, l'on produisait un blé célèbre, appelé sandomierka ou opatowka. Il y avait aussi de grandes forêts, ainsi que des gisements de marbre, de cuivre, de fer et de chaux (...) Les principaux châteaux se trouvaient à Chrobrze, Osiek, Iłża, Chęciny, Janowiec nad Wisłą. Les monastères les plus importants se trouvaient à Lysa Gora, Sieciechów, Opatów, Wachock et Koprzywnica.

### Gouvernement municipal

Sandomir, capitale de la voïvodie, au XVIIe siècle.

Siège du gouverneur de la voïvodie :
- Sandomir

Sièges du conseil régional (sejmik generalny) :
- Nowy Korczyn

## Divisions administratives
En 1397, une partie de la voïvodie de Sandomir, située sur la rive occidentale de la Vistule, fut divisée en trois comtés :
- Powiat de Sandomir (Powiat Sandomierski) ;
- Comté de Radom (Powiat Radomski, traditionnellement appelé Pays de Radom : Ziemia radomska) ;
- Comté de Chęciny (Powiat Chęciński).

En 1662, la voïvodie de Sandomir était composée des comtés suivants :
- Comté de Sandomir ;
- Comté de Chęciny ;
- Comté de Wiślica ;
- Comté de Stężyca ;
- Comté de Radom ;
- Comté d'Opoczno ;
- Comté de Pilzno.

### Liste des Voïvodes
- Jean de Melsztyn (après 1361)
- Jan de Tarnów (avant 1385)
- Spytek z Tarnowa i Jarosławia (après 1433)
- Jan Feliks Tarnowski (après 1501)
- Mikolaj Firlej (après 1514)
- Jan Kostka (après 1574)
- Jerzy Mniszech (après 1590)
- Jan Zbigniew Ossoliński (après 1613)
- Stanisław Koniecpolski (1625-1633),
- Mikolaj Firlej (1633-1635)
- Jerzy Ossoliński (1636-1638)
- Krzysztof Ossoliński (1638-1645)
- Władysław Dominik Zasławski (après 1649)
- Alexandre Koniecpolski (après 1656)
- Jan Sobiepan Zamoyski (après 1659)
- Jerzy Aleksander Lubomirski (après 1729)
- Jan Tarło (après 1736).

## Après-coup: 1939
La voïvodie de Sandomir fut proposée à la recréation en 1939, au sein de la Deuxième République polonaise, ce qui n'a finalement jamais eu lieu en raison de l'invasion nazie et soviétique de la Pologne en septembre 1939. L'idée de recréer la voïvodie de Sandomir provenait du ministre de l'Industrie et du Commerce Eugeniusz Kwiatkowski, et elle était directement liée à la création de l'un des plus grands projets économiques de la Pologne de l'entre-deux-guerres, Région industrielle centrale. Ce territoire devait couvrir le centre-sud de la Pologne et aurait très probablement dû être créé vers la fin de 1939. Sa superficie projetée était de 24 500 kilomètres carrés et il devait inclure 20 ou 21 powiats.